# Naissance en 1232
Naissance
- 1228
- 1229
- 1230
- 1231
- 1232
- 1233
- 1234
- 1235
- 1236

Cette page dresse une liste de personnalités nées au cours de l'année 1232 :
- Alain VI de Rohan, 8e vicomte de Rohan.
- Fujiwara no Kimiko, impératrice consort du Japon.
- Håkon le Jeune, co-roi de Norvège.

date incertaine (vers 1232)
- Manfred Ier de Sicile, roi de Sicile.
- Henri Ier de Vaudémont, comte de Vaudémont et comte d'Ariano.

## Crédit d'auteurs
- Cet article est partiellement ou en totalité issu de l'article intitulé « 1232 » (voir la liste des auteurs).